# 小行星4595
小行星4595（英語：4595 Prinz）是一颗围绕太阳公转的小行星。1981年3月2日，舒爾特·巴斯在赛丁泉山发现了此天体。
这颗小行星的绝对星等为348.0969928683119等。